# 西濱海省
西濱海省（波蘭語發音：[vɔjɛˈvut͡stfɔ zaˌxɔdɲɔpɔˈmɔrskʲɛ]），又譯西波美拉尼亚省、扎霍德尼奧波莫爾斯基省，是波蘭的一個省，位於該國西北部，西鄰德國，北臨波羅的海。面積22,896平方公里。2006年人口為1,694,865人。省府什切青。在歷史上曾屬德國。奧德尼斯線劃定之後屬於波蘭。
1999年由原什切青省、科沙林省及其他省的部分地區合併而成。下分21个縣级行政区（3个縣级市和18个縣），共114个市镇。